# Saint-Riquiers
Ne doit pas être confondu avec Saint-Riquier.
Saint-Riquiers, en néerlandais Sint-Rijkers est une section de la commune belge d'Alveringem située en Région flamande dans la province de Flandre-Occidentale. C'était une commune à part entière avant la fusion des communes de 1971.

## Démographie

### Évolution démographique
- Sources : INS, Rem. : 1831 jusqu'en 1961 = recensements[1].